# Léa Sprunger
Léa Sprunger (* 5. März 1990 in Nyon) ist eine ehemalige Schweizer Sprinterin und Hürdenläuferin sowie aktuelle Inhaberin des Schweizer Rekords über 400 Meter und 400 Meter Hürden.
2018 wurde sie bei den Europameisterschaften in Berlin Siegerin über 400 Meter Hürden.

## Sportliche Karriere
Als Juniorin nahm sie noch als Siebenkämpferin an internationalen Wettkämpfen teil. Bei den Weltmeisterschaften 2011 in Daegu schied sie mit der Schweizer Mannschaft im Vorlauf der 4-mal-100-Meter-Staffel aus.
2012 erreichte sie bei den Europameisterschaften in Helsinki über 200 Meter den Halbfinal und kam mit der Schweizer 4-mal-100-Meter-Stafette auf den sechsten Platz.
Bei den Olympischen Spielen in London schied sie über 200 Meter und in der 4-mal-100-Meter-Staffel 2012 in der ersten Runde aus.
2013 schied sie bei den Halleneuropameisterschaften in Göteborg über 400 Meter und bei den Weltmeisterschaften in Moskau mit der Schweizer 4-mal-100-Meter-Stafette im Vorlauf aus. Bei den Spielen der Frankophonie gewann sie über 200 Meter und in der 4-mal-100-Meter-Staffel jeweils Silber.
2014 kam bei den World Relays in Nassau die Schweizer 4-mal-200-Meter-Stafette in der Besetzung Mujinga Kambundji, Sprunger, Joëlle Golay und Fanette Humair auf den fünften Platz und stellte mit 1:31,75 min einen nationalen Rekord auf. In der 4-mal-100-Meter-Staffel schied Sprunger mit dem Schweizer Quartett im Vorlauf aus. Bei den Europameisterschaften in Zürich gelangte sie über 200 Meter in den Halbfinal und erreichte mit der Schweizer Mannschaft im Final der 4-mal-100-Meter-Staffel nicht das Ziel.
2015 scheiterte sie bei den Halleneuropameisterschaften in Prag über 400 Meter im Vorlauf und belegte bei den World Relays in Nassau mit der Schweizer 4-mal-100-Meter-Stafette den achten Platz.
Bei den Weltmeisterschaften 2015 in Peking erreichte sie über 400 Meter Hürden den Halbfinal und schied im Vorlauf der 4-mal-100-Meter-Staffel aus.
Bei den Europameisterschaften 2016 in Amsterdam gewann sie im 400-Meter-Hürdenlauf die Bronzemedaille. An den Schweizer Meisterschaften in Genf stellte sie am 17. Juli 2016 mit 22,38 Sekunden einen neuen Schweizer Rekord über 200 Meter auf.
2017 stellte Sprunger in der Hallensaison mehrere Weltjahresbestleistungen über 400 Meter auf und galt somit als Favoritin für die Halleneuropameisterschaften in Belgrad. Dort gelangte sie souverän in den Final, konnte dort ihr schnelles Anfangstempo jedoch nicht halten und belegte am Ende Rang fünf. Ebenfalls Fünfte wurde sie im gleichen Jahr an den Weltmeisterschaften in London über 400 Meter Hürden mit einer Zeit von 54,59 Sekunden.
Am 10. August 2018 gewann sie an den Europameisterschaften in Berlin die Goldmedaille über 400 Meter Hürden in 54,33 Sekunden.
Am 4. Oktober 2019 verbesserte sie an den Weltmeisterschaften in Doha den über 28-jährigen Schweizer Rekord von Anita Protti in der gleichen Disziplin auf 54,06 Sekunden und belegte den vierten Rang.
2021 konnte Sprunger bei den Halleneuropameisterschaften in Toruń ihren Titel über 400 Meter nicht verteidigen und schied im Halbfinal aus.
Auch ihre ältere Schwester Ellen Sprunger (* 1986) war in der Leichtathletik aktiv und als Siebenkämpferin und Sprinterin erfolgreich.

## Ehrungen
- 2017: «Leichtathletin des Jahres» in der Schweiz[3]

## Bestzeiten
(Stand: 5. März 2021)
Freiluft
- 100 m: 11,34 s (+2,0 m/s), Bulle, 12. Juli 2014
- 200 m: 22,38 s (+0,4 m/s), Genf, 17. Juli 2016 (bis 24. August 2019 Schweizer Rekord)
- 300 m: 35,70 s, Langenthal, 25. Mai 2017
- 400 m: 50,52 s, La Chaux-de-Fonds, 1. Juli 2018 (Schweizer Rekord)
- 400 m Hürden: 54,06 s, Doha, 4. Oktober 2019 (Schweizer Rekord)
- 4 × 400 m: 3:29,15 min, Yokohama, 11. Mai 2019

Halle
- 60 m: 7,32 s, St. Gallen, 16. Februar 2019
- 200 m: 22,88 s, Magglingen, 18. Februar 2018 (Schweizer Rekord)
- 300 m: 36,72 s, Metz, 10. Februar 2019
- 400 m: 51,28 s, Toruń, 15. Februar 2018 (Schweizer Rekord)
- 4 × 400 m: 3:33,72 min, Glasgow, 3. März 2019